# Asher Brown Durand
Asher Brown Durand (21 d'agost de 1796 - 17 de setembre de 1886) fou un pintor estatunidenc de l'Escola del Riu Hudson.

## Biografia

### Joventut i primers treballs
Asher Brown Durand va néixer i morir a Maplewood (Nova Jersey), aleshores anomenada Jefferson Village. Va ser el vuitè d'onze germans. El seu pare, originàriament un granger, havia après l'ofici de rellotger i d'argenter, la base de la inclinació artística d'Asher. Durand va ser aprenent de gravador des de 1812 fins a 1817 amb Peter Maverick (1780 – 1831). Després, el propietari de la companyia li va demanar que administrés la oficina de Nova York, des de 1817 fins 1820. Com a afiliat a diverses companyies, la seva reputació va augmentar quan va gravar la Declaració d'Independència (John Trumbull) l'any 1823. Durand va ser un dels fundadors (l'any 1826) del que després esdevindria la National Academy of Design, de la qual fou president des de l'any 1845 fins al 1861. Tanmateix, Durand esdevingué insatisfet amb els gravats, i va sentir la necessitat de consagrar-se a la pintura a l'oli.

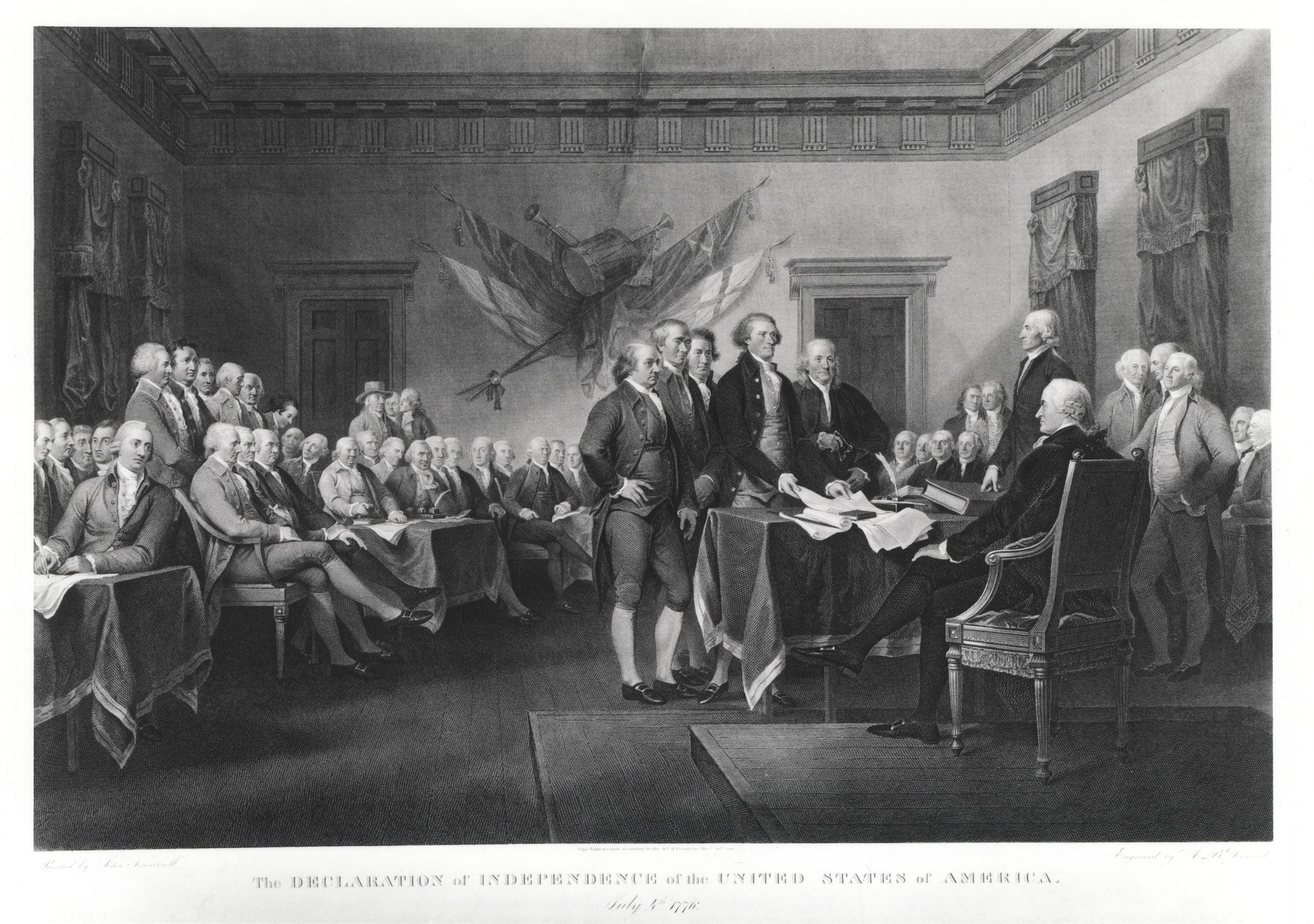
Gravat de la "Declaració de la Indepèndencia dels Estats Units d'Amèrica, 4 de juliol de 1776", realitzat per Asher B.Durand, segons una obra de John Trumbull.

### Activitat artística
Molts dels primers llenços de Durand van ser representacions de prominents estaunidencs, fins i tot de presidents, i després també va realitzar pintura de gènere. L'estiu de 1837, amb el seu amic Thomas Cole va emprendre un viatge al Schroon Lake, a les Adirondack, on va començar a realitzar paisatges. Posteriors viatges a les Adirondacks, Catskill Mountains i White Mountains van donar lloc a nombrosos esbossos, transformats en peces acabades en el seu estudi de Nova York.
El seu llegat més important són les seves representacions de la Natura, de la qual fou un ferm defensor del seu dibuix directe, amb el major realisme possible. Els seus paisatges representren una Natura que posseeix no només la veracitat demanada per John Ruskin, sinó que també mostren la seva espiritualitat inherent, com va expressar en la seva "Letters on Landscape Painting" (1855). Aquesta mena de religió natural impregna el seu llenç In the Woods, en el qual els troncs del arbres formen una mena de volta d'una catedral gòtica.
Entre 1840 i 1841, Durand va realitzar el seu únic viatge a Europa, visitant Anglaterra, França, Itàlia, i Suïssa, Alemanya. A Londres va conèixer l'artista Charles Robert Leslie, qui el va introduir el l'art del paisatgista John Constable. L'any 1848, després de la mort de Thomas Cole, Durand va pintar el quadre Kindred Spirits (Ànimes germanes), com a homenatge, mostrant-lo junt al poeta William Cullen Bryant en un paisaje de les muntanyes Catskill. A partir d'aquest moment, Durand esdevingué el principal representant de l'Escola del Riu Hudson, dedicant-se gairebé sempre al paisatgisme, tot i que algunes vegades el paisatge va ser l'escenari d'algun episodi bíblic, com God's Judgement upon Gog (1851)

## Algunes obres importants
- Ànimes germanes